# Людина-павук у кіно
Людина-павук (англ. Spider-Man) — персонаж коміксів Marvel, створений Стеном Лі та Стівом Дітко, який з'являвся як головний герой у багатьох фільмах та серіалах.
Перші фільми про Людину-павука було знято з 1977 по 1981 рік («Людина павук», «Людина-павук: Знову в бою» та «Людина-павук: Виклик Дракону»). Головну роль цієї трилогії зіграв Ніколас Хеммонд. Також у 1978 році в Японії вийшла однойменна короткометражка, головну роль якої виконав Сіндзі Тод.
Перша частина нової трилогії, поставленої режисером Семом Реймі, вийшла 2002 року. Роль Людини-павука виконав Тобі Магвайр, а його дівчину Мері Джейн Вотсон — Кірстен Данст. За всю трилогію противниками Людини-павука були Зелений гоблін (Віллем Дефо), Доктор Восьминіг (Альфред Моліна), Новий гоблін (Джеймс Франко), Піщана людина (Томас Гейден Черч) та Веном (Тофер Грейс). У трилогії з'явилися також Курт Коннорс, Мендель Штромм та Джей Джона Джеймсон, але вони мали незначну роль у сюжеті.
Четвертий фільм був перезапуском, режисер — Марк Вебб. Роль Людини-павука виконав Ендрю Гарфілд. За всю дилогію противниками Людини-павука були Ящур (Ріс Іванс), Зелений гоблін (Дейн Де Гаан), Електро (Джеймі Фокс) та Носоріг (Пол Джаматті). У дилогії також з'явилися Норман Озборн, Алістер Смайт, Алан Феган, Густав Фірс і Феліція Харді, але мали незначну роль у сюжеті.
У лютому 2015 року було оголошено про поділ прав на Людину-павука з Marvel Studios та його приєднання до медіафраншизи «Кінематографічний всесвіт Marvel» (КВМ). Офіційно перша поява героя відбулася у блокбастері «Перший месник: Протистояння», але у 2017 році новий виконавець головної ролі Том Голланд підтвердив фанатську теорію про те, що перша поява була у фільмі«Залізна людина 2». 6 липня 2017 року вийшов новий сольний фільм «Людина-павук: Повернення додому», що є новим перезавантаженням у рамках КВМ. У цьому фільмі противниками Людини-павука були Стерв'ятник (Майкл Кітон), Шокер (Букем Вудбайн), Ремісник (Майкл Чернус), Аарон Девіс (Дональд Гловер). Продовження фільму «Людина-павук: Далеко від дому» вийшло в прокат 2 липня 2019 року. Роль головного антагоніста — суперлиходія Містеріо — виконав Джейк Джілленгол. Третій фільм, «Людина-павук: Додому шляху немає», вийшов 15 грудня 2021 року і став кросовером із трилогією Сема Реймі та дилогією Марка Вебба. У фільмі повернулися кілька акторів із цих серій, включаючи Тобі Магуайра та Ендрю Гарфілда.

## Фільми Сема Реймі

Логотип серії фільмів Сема Реймі, який використовувували з 2002 по 2007 рік

| Назва          | Дата виходу    | Режисер   | Сценарист(и)                          | Розповідь автора                       | Продюсери                             |
| -------------- | -------------- | --------- | ------------------------------------- | -------------------------------------- | ------------------------------------- |
| Людина-павук   | 3 травня 2002  | Сем Реймі | Девід Кепп                            | Н/Д                                    | Лаура Зіскін та Ієн Брайс             |
| Людина-павук 2 | 30 червня 2004 | Сем Реймі | Елвін Сарджент                        | Альфред Гоф, Майлз Міллар, Майкл Шебон | Лаура Зіскін та Аві Арад              |
| Людина-павук 3 | 4 травня 2007  | Сем Реймі | Сем Реймі, Іван Раймі, Елвін Сарджент | Сем Реймі, Іван Раймі                  | Лаура Зіскін, Аві Арад і Грант Кертіс |

## Фільми Марка Вебба
| Назва                               | Дата виходу   | Режисер   | Сценарист(и)                                                    | Розповідь автора                                                | Продюсери                            |
| ----------------------------------- | ------------- | --------- | --------------------------------------------------------------- | --------------------------------------------------------------- | ------------------------------------ |
| Нова Людина-павук                   | 3 липня 2012  | Марк Вебб | Джеймс Вандербільт, Елвін Сарджент, Стів Кловз                  | Джеймс Вандербільт                                              | Лаура Зіскін, Аві Арад і Метт Толмач |
| Нова Людина-павук 2. Висока напруга | 2 травня 2014 | Марк Вебб | Алекс Курцман, Роберто Орчі, Джефф Пінкнер і Джеймс Вандербільт | Алекс Курцман, Роберто Орчі, Джефф Пінкнер і Джеймс Вандербільт | Аві Арад і Метт Толмач               |

Логотип серії фільмів Марка Вебба, який використовували з 2012 по 2014 рік

Після скасування «Людини-павука 4» Sony оголосили, що франшизу буде перезапущено з новим режисером та новим акторським складом. Марк Вебб став режисером обох фільмів про «Нову Людину-павука».

## Ліцензійна угода з Marvel Studios
| Назва                           | Дата виходу    | Режисер    | Сценарист(и)                                                                                      | Розповідь автора                        | Продюсери                  |
| ------------------------------- | -------------- | ---------- | ------------------------------------------------------------------------------------------------- | --------------------------------------- | -------------------------- |
| Людина-павук: Повернення додому | 7 липня 2017   | Джон Воттс | Джонатан Голдштейн, Джон Френсіс Дейлі, Джон Воттс, Крістофер Форд, Кріс МакКенна та Ерік Соммерс | Джонатан Голдштейн і Джон Френсіс Дейлі | Кевін Файгі та Емі Паскаль |
| Людина-павук: Далеко від дому   | 2 липня 2019   | Джон Воттс | Кріс Маккенна та Ерік Соммерс                                                                     | Кріс Маккенна та Ерік Соммерс           | Кевін Файгі та Емі Паскаль |
| Людина-павук: Додому шляху нема | 17 грудня 2021 | Джон Воттс | Кріс Маккенна та Ерік Соммерс                                                                     | Кріс Маккенна та Ерік Соммерс           | Кевін Файгі та Емі Паскаль |

Ліцензія Sony від 1998 року, яка охоплює всі фільми про Людину-павука (включно з 900 персонажами, пов'язаними з Людиною-павуком), є безстроковою за умови, що Sony випускає новий фільм про Людину-павука принаймні раз на 5,75 років.
9 лютого 2015 року Sony Pictures і Marvel Studios оголосили, що Людина-павук з'явиться в MCU, а персонаж з'явиться у фільмі MCU, а Sony випустить фільм про Людину-павука, спродюсований Фейгі та Паскаль. Sony Pictures продовжить володіти, фінансувати, розповсюджувати та здійснювати остаточний творчий контроль над фільмами про Людину-павука. Файгі заявив, що Marvel працює над додаванням Людини-павука в MCU принаймні з жовтня 2014 року. У червні наступного року Файгі пояснив, що первісна угода з Sony не дозволяла персонажу з'являтися в жодному з телевізійних серіалів MCU, оскільки він був «дуже специфічним… з певною кількістю дозволеного руху вперед і назад».
Том Голланд, який зіграв Пітера Паркера/Людину-павука в MCU, розповів у листопаді 2016 року, що він підписав контракт на «три фільми про Людину-павука та три сольні фільми». У червні 2017 року Голланд, Файгі та Джон Воттс підтвердили, що дитина (роль якої зіграв Макс Фавро) у масці Залізної людини, яку Тоні Старк рятує від дрона у «Залізній людині 2», був молодим Пітером Паркером, заднім числом зробивши введення цього персонажа в MCU.
У серпні 2019 року Disney і Sony не змогли досягти нової угоди щодо фільмів про Людину-павука, оскільки Marvel Studios і Файгі більше не беруть участі в будь-яких майбутніх фільмах. «Deadline.com» зазначив, що Дісней сподівався, що майбутні фільми будуть складатися з «угоди про спільне фінансування 50/50 між студіями», з можливістю поширити угоду на інші фільми, пов'язані з Людиною-павуком, пропозицію Sony відхилила та не заперечила. Натомість Sony сподівалася зберегти умови попередньої угоди, згідно з якою Marvel отримуватиме 5 % від початкових театральних зборів фільму, а Disney відмовився. «Голлівуд-репортер» додав, що відсутність нової угоди призведе до кінця Голландської Людини-павука в MCU.
Наступного місяця, у відповідь на обурення шанувальників, Disney і Sony уклали нову угоду, яка включає третій фільм про Людину-павука, а також ще один фільм, дія якого відбувається в MCU. У той час Воттс вступив у фінальні переговори щодо повернення на посаду режисера. У листопаді 2021 року Паскаль розповіла в інтерв'ю, що Sony і Marvel Studios збираються продовжити співпрацю над ще однією трилогією фільмів, дія якої відбувається в MCU.

## Анімаційні фільми

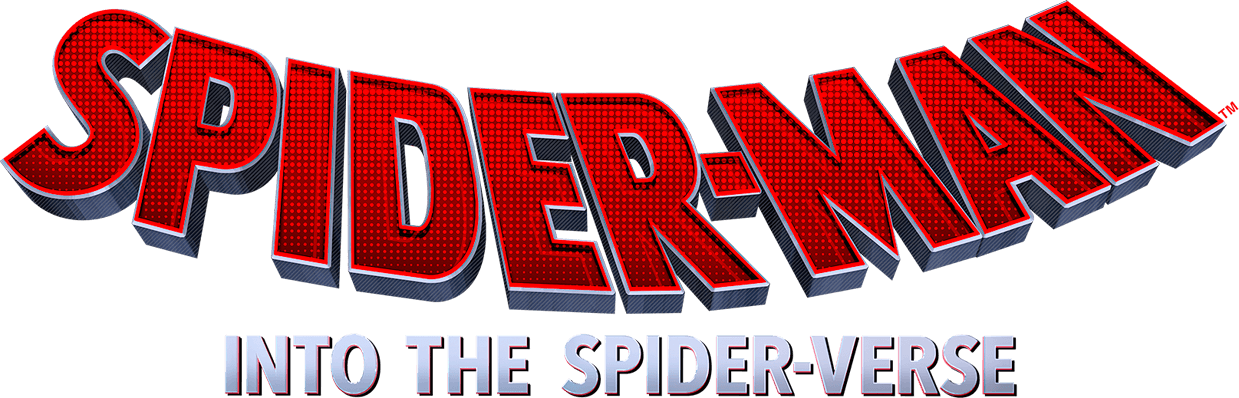
Логотип для першого фільму франшизи «Всесвіти павука» Людина-павук: Навколо всесвіту

| Назва                             | Дата виходу    | Режисер(и)                                          | Сценарист(и)                               | Розповідь автора                           | Продюсери                                                               |
| --------------------------------- | -------------- | --------------------------------------------------- | ------------------------------------------ | ------------------------------------------ | ----------------------------------------------------------------------- |
| Людина-павук: Навколо всесвіту    | 14 грудня 2018 | Боб Персікетті, Пітер Ремсі та Родні Ротман         | Філ Лорд і Родні Ротман                    | Філ Лорд                                   | Аві Арад, Емі Паскаль, Філ Лорд, Крістофер Міллер та Крістіна Штайнберг |
| Людина-павук: Крізь Всесвіт       | 2 червня 2023  | Хоакім Дос Сантос, Кемп Пауерс і Джастін К. Томпсон | Філ Лорд, Крістофер Міллер і Дейв Каллахем | Філ Лорд, Крістофер Міллер і Дейв Каллахем | Аві Арад, Емі Паскаль, Філ Лорд, Крістофер Міллер та Крістіна Штайнберг |
| Людина-павук: За межами всесвітів | ТВА            | Хоакім Дос Сантос, Кемп Пауерс і Джастін К. Томпсон | Філ Лорд, Крістофер Міллер і Дейв Каллахем | Філ Лорд, Крістофер Міллер і Дейв Каллахем | Аві Арад, Емі Паскаль, Філ Лорд, Крістофер Міллер та Крістіна Штайнберг |

## Кіновсесвіт Людини-павука від Sony
Робота над розширеним всесвітом із використанням персонажів другого плану з фільмів про Людину-павука почалася в грудні 2013 року. Після відносного фінансового провалу «Нової Людини-павука 2» ці плани було скасовано, і в лютому 2015 року Sony оголосила про угоду про співпрацю з Marvel Studios над майбутніми фільмами про Людину-павука. Завдяки цьому співробітництву створено фільми «Людина-павук: Повернення додому», «Людина-павук: Далеко від дому» та «Людина-павук: Додому шляху немає», а Sony окремо переробила фільм «Веном» як окремий фільм, який починає нову франшизу під назвою «Кіновсесвіт Людини-павука» від Sony.
У середині титрів у фільмі «Веном 2: Карнаж» Едді Брока та Венома перевозять із готелю в незнайоме місце, а у версії MCU Джей Джона Джеймсон говорить про те, що Людина-павук — це Пітер Паркер. Це продовжується в сцені в середині титрів «Додому шляху немає», де Брок і Веном повертаються в його оригінальний всесвіт, залишаючи невеликий шматочок симбіота Венома.

## Повторювані персонажі
| Персонаж                   | Фільми, створені для телебачення (1977–1981) | Трилогія про Людину-павука (2002–2007) | Дилогія про Нову Людину-павука (2012–2014) | Кіновсесвіт Marvel (2016–нині)       | Кіновсесвіт Людини-павука від Sony (2018–нині) | Анімаційні фільми (2018–нині) |
| -------------------------- | -------------------------------------------- | -------------------------------------- | ------------------------------------------ | ------------------------------------ | ---------------------------------------------- | ----------------------------- |
| Пітер Паркер Людина-павук  | Ніколас Гаммонд                              | Тобі Магвайр                           | Ендрю Гарфілд                              | Том ГолландТобі МагвайрЕндрю Гарфілд | Том Голланд                                    | Джейк Джонсон                 |
| Тітка Мей                  | Джефф Доннелл                                | Розмарі Гарріс                         | Саллі Філд                                 | Маріса Томей                         |                                                | Лілі ТомлінЕлізабет Перкінс   |
| Джей Джона Джеймсон        | Девід BайтРоберт Ф. Саймон                   | Джонатан Сіммонс                       |                                            | Джонатан Сіммонс                     | Джонатан Сіммонс                               | Адам БраунДж. К. Сіммонс      |
| Роббі Робертсон            | Гіллі Гікс                                   | Білл Нанн                              |                                            |                                      |                                                |                               |
| Мері Джейн Вотсон          |                                              | Кірстен Данст                          |                                            |                                      |                                                | Зої КравітцМелісса Штурм      |
| Норман Осборн              |                                              | Віллем Дефо                            | Кріс Купер                                 | Віллем Дефо                          |                                                | Джорма Такконе                |
| Дядько Бен                 |                                              | Кліфф Робертсон                        | Мартін Шин                                 |                                      |                                                | Кліфф РобертсонМартін Шин     |
| Гаррі Озборн               |                                              | Джеймс Франко                          | Дейн Де Гаан                               |                                      |                                                |                               |
| Флеш Томпсон               |                                              | Джо Манганьєлло                        | Кріс Зілка                                 | Тоні Револорі                        |                                                |                               |
| Грабіжник                  |                                              | Майкл Пападжон                         | Лейф Гантворт                              |                                      |                                                |                               |
| Бетті Брант                |                                              | Елізабет Бенкс                         |                                            | Ангурі Райс                          |                                                | Антонія Лентині               |
| Ліз Аллан                  |                                              | Саллі Лівінгстон                       |                                            | Лора Геррієр                         |                                                |                               |
| Доктор Восьминіг           |                                              | Альфред Моліна                         |                                            | Альфред Моліна                       |                                                | Кетрін Ган                    |
| Ящір                       |                                              | Ділан Бейкер                           | Ріс Іванс                                  | Ріс Іванс                            |                                                | З'явивиться                   |
| Джон Джеймсон              |                                              | Деніел Ґілліс                          |                                            |                                      | Кріс О'Гара                                    |                               |
| Флінт Марко Піщана людина  |                                              | Томас Гейден Черч                      |                                            | Томас Гейден Черч                    |                                                |                               |
| Едді Брок Веном            |                                              | Тофер Грейс                            |                                            | Том Гарді                            | Том Гарді                                      |                               |
| Ґвен Стейсі                |                                              | Брайс Даллас Говард                    | Емма Стоун                                 |                                      |                                                | Гейлі Стайнфельд              |
| Джордж Стейсі              |                                              | Джеймс Кромвелл                        | Деніс Лірі                                 |                                      |                                                | Шей Віґем                     |
| Саллі Авріл                |                                              |                                        | Келсі Чоу                                  | Ізабелла Амара                       |                                                |                               |
| Макс Діллон Електро        |                                              |                                        | Джеймі Фокс                                | Джеймі Фокс                          |                                                |                               |
| Стерв'ятник                |                                              |                                        |                                            | Майкл Кітон                          | Майкл Кітон                                    | Джорма Такконе                |
| Аарон Девіс                |                                              |                                        |                                            | Дональд Гловер                       | З'явиться                                      | Магершала Алі                 |
| Мак Гарган                 |                                              |                                        |                                            | Майкл Мендо                          |                                                | Хоакін Косіо                  |
| Майлз Моралес Людина-павук |                                              |                                        |                                            |                                      | Шамейк Мур                                     | Шамейк Мур                    |